# Euphorbia glabriflora
Euphorbia glabriflora là một loài thực vật có hoa trong họ Đại kích. Loài này được Vis. mô tả khoa học đầu tiên năm 1864.